# 丘巴 (明尼蘇達州)
丘巴（英語：Cuba）是位於美國明尼蘇達州卡斯縣的一個鬼鎮。

## 地理
丘巴所處的海拔為高於海平面406米（即1332英呎），而該地所採用的時區為UTC-6，即北美中部時區（CST）。同時該地設有夏令時間，為UTC-6調快一小時，即UTC-5（CDT）。